# Sorring Låddenhøj
Sorring Låddenhøj är en kulle i Danmark.   Den ligger utanför Sorring i Silkeborgs kommun, Region Mittjylland, i den centrala delen av landet, 180 km väster om Köpenhamn. Toppen på Sorring Låddenhøj är 147 meter över havet. Närmaste större samhälle är Silkeborg, 16 km väster om Sorring Låddenhøj. Trakten runt Sorring Låddenhøj består till största delen av jordbruksmark.